# Менський краєзнавчий музей
Ме́нський краєзна́вчий музе́й імені В. Ф. Покотила — краєзнавчий музей у районному центрі Чернігівської області місті Мена, який висвітлює природу рідного краю та історію району із сивої давнини до наших днів.

## Історія
Краєзнавчий музей у Мені був заснований у 1950 році як шкільний музей на громадських засадах за ініціативою місцевих учителів-краєзнавців. З 1954 року завдяки учителю Володимиру Федоровичу Покотилу та краєзнавцю і колекціонеру старожитностей Дмитру Панасовичу Калібабі починається новий етап у розвитку музейної та краєзнавчої роботи. Постійно зростає кількість експонатів. Із 1969 — народний музей, із 1972 — філіал Чернігівського історичного музею, з 1982 року — Менський районний краєзнавчий музей.
В 1993 році за ініціативою Дмитра Калібаби була створена Менська районна художня галерея як складова Менського районного краєзнавчого музею. Знаходиться галерея в Менському районному будинку культури. 
В 2011 році Менському районному краєзнавчому музею було присвоєне ім'я одного з засновників — В. Ф. Покотила.
12 травня 2024 року, згідно повідомлення Менської міської ради, директор Менського краєзнавчого музею, експерт з культурної спадщини та громадський діяч Віталій Крутий загинув під час виконання бойового завдання поблизу населеного пункту Металівка на Харківщині.

## Фонди та експозиція
У фондах музею зберігається 17 тис. експонатів. Експозиція музею розміщується у 4 залах, загальна експозиційна площа — 120 м².
Більше 2 тис. предметів налічує археологічна колекція, серед них — дві бронзові шарнірні шийні гривни (ІІ ст. до н. е. — II ст. н. е.), бронзові браслети і фібула 6-7 ст., фрагмент меча 10 ст.
Музей має такі відділи:
- природи;
- Менщина в період козаччини;
- етнографічна колекція;
- Менщина в період Великої Вітчизняної війни 1941–1945 рр.;
- стенд «Із полум'я Афганістану — у безсмертя».

У відділі природи експозиція розповідає про природні умови краю. Значну увагу приділено природоохоронним заходам. У музеї зберігаються нумізматичні та етнографічні колекції.
Цікаві знахідки дарує Десна: бивень мамонта довжиною більше 2 метрів і вагою більше 170 кг, щелепа мамонта з двома зубами, роги оленя, роги, лопатку празубра та інше.
Привертають увагу стенди: Менщина за описом 1654 р., Менщина в період козаччини, етнографічна колекція речі побуту селян, поміщиків, а також зразки одягу та вишивок XVIII–XIX ст. Чільне місце в музеї займають бандури майстра Олександра Корнієвського, ліра Кузьминського, скрипка Мишастого. Зібрано матеріали про народних співців Т. Пархоменка, А. Гребеня, П. Ткаченка та перебування Тараса Шевченка на Менщині.
Окремий розділ присвячено економічному і господарському розвитку території району. Тяжким рокам колективізації, голодоморів, Другої світової війни на Менщині відведене гідне місце серед експозицій музею. Привертає увагу вітрина, де розміщено фронтову бандуру сталінського солдата Власка, з якою його привезли Берліна, історія обеліска (м. Мена), стенд «Вони загинули в Афганістані». На другому поверсі з 1993 року функціонує Художня галерея. Тут експонуються вироби місцевих умільців, художників, зразки одягу, колекція мінералів, проводяться різні виставки.
Менський краєзнавчий музей проводить тематичні та оглядові екскурсії, уроки з географії, історії, біології, надає практичну й методичну допомогу музеям і музейним кімнатам, що працюють на громадських засадах, веде значну роботу з вивчення, охорони пам'яток історії та культури.
Щороку музей відвідує 20-25 тис. чоловік.